# Liste der Wappen im Landkreis Deggendorf
Die Liste der Wappen im Landkreis Deggendorf zeigt die Wappen der Gemeinden im bayerischen Landkreis Deggendorf.

## Landkreis Deggendorf

Landkreis Deggendorf In Gold ein gesenkter blauer Wellenbalken, darüber ein rot bewehrter schwarzer Doppeladler, darunter ein grüner Dreiberg.
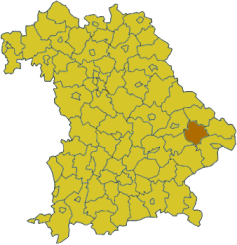
Lage des Landkreises Deggendorf in Bayern
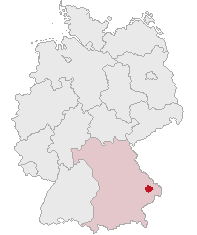
Lage des Landkreises Deggendorf in Deutschland

## Wappen der Städte, Märkte und Gemeinden

Gemeinde Aholming In Gold ein mit einem blauen Balken überdeckter, steigender roter Wolf.
Gemeinde Auerbach In Gold über grünem Dreiberg ein schwebender roter Drache, der in den Klauen ein rotes Schwert hält.
Gemeinde Außernzell In Gold über einem grünen Dreiberg eine blaue heraldische Lilie, umgeben von einer blauen Kette.
Gemeinde Bernried Schräg geteilt von Schwarz und Silber; oben eine silberne Lilie, unten ein roter Lindenzweig mit drei Blättern.
Gemeinde Buchhofen In Gold über einem grünen Dreiberg ein aus dem linken Schildrand hervorbrechender roter Greifenfang.
Große Kreisstadt Deggendorf Unter Schildhaupt mit den bayerischen Rauten in Rot über silbernen Wellen ein zinnenbekröntes silbernes Tor mit goldenen Torflügeln.[1]
Gemeinde Grafling Unter grünem Schildhaupt, darin ein durchgehendes silbernes Andreaskreuz, gespalten von Blau und Silber, belegt mit einem gemauerten goldenen Balken.
Gemeinde Grattersdorf In Blau eine gesenkte, eingeschweifte, silberne Spitze, darin ein roter Zweig mit vier Blättern, vorne drei voneinander abgewendete, zwei zu eins gestellte silberne Halbmonde, hinten ein schwebendes silbernes Lilienkreuz.
Markt Hengersberg In Silber auf grünem Dreiberg stehend eine blaue Blume mit goldenem Butzen auf einem von vier grünen Blättern besetzten grünen Stängel; darüber am oberen Schildrand eine silberne Wolke, aus der goldene Strahlen hervorbrechen.
Gemeinde Hunding Über erhöhtem grünen Dreiberg, belegt mit einem silbernen Schildchen, darin schräg gekreuzt ein schwarzer Schlägel und ein schwarzer Bergmannshammer, in Gold ein schwebendes Tannenkreuz.
Gemeinde Iggensbach Gespalten; vorne wieder dreimal gespalten von Blau und Silber, hinten in Rot über einem erniedrigten silbernen Wellenbalken eine goldene Kirchenglocke.
Gemeinde Künzing Unter blauem Schildhaupt, darin ein goldener Rost, in Silber über roter Quaderzinnenmauer zwei schräg gekreuzte, grüne Fichtenzweige.
Gemeinde Lalling In Silber ein grüner Schrägbalken, dem eine wachsende goldene Lanze aufgelegt ist, beseitet oben von einem schwarzen Stein, unten von einem roten Apfel mit zwei grünen Blättern.
Markt Metten Gespalten von Gold und Blau; vorne zwei schräg gekreuzte schwarze Stockhämmer, hinten eine silberne heraldische Lilie.
Gemeinde Moos Über grünem Dreiberg in Rot eine silberne Zinnenmauer, dahinter aufwachsend drei silberne Pappeln.[2]
Gemeinde Niederalteich In Gold über grünem Dreiberg ein blauer Wellenbalken, darüber schräg gekreuzt ein roter Abtstab und ein rotes Haumesser.
Gemeinde Oberpöring In Silber über einem grünen Dreiberg ein schwarzer Schrägbalken, der mit drei goldenen Kugeln belegt ist, links oben ein schwarzes Schildchen mit drei senkrechten silbernen Rauten.
Gemeinde Offenberg In Silber über rotem Zinnenschildfuß eine dreilatzige rote Fahne mit goldenen Fransen und drei goldenen Ringen.
Stadt Osterhofen In Blau über roter Zinnenmauer mit offenem Tor ein wachsendes, rot nimbiertes, golden bewehrtes silbernes Gotteslamm, das die Osterfahne an goldenem Kreuzstab trägt.
Gemeinde Otzing In Blau über gesenktem silbernem Wellenbalken nebeneinander ein silberner Rost, ein goldener Bischofsstab und ein silbernes Kleeblatt.
Stadt Plattling Unter Schildhaupt mit den bayerischen Rauten in Silber auf schwarzem Dreiberg drei blaue natürliche Lilien an grünen Stängeln.
Gemeinde Schaufling In Blau ein erhöhter silberner Dreiberg, darin ein roter Wolfsrumpf.
Markt Schöllnach In Gold ein schwarzes Lindenblatt am Ast.[3]
Gemeinde Stephansposching In Gold eine dreizipfelige Mütze mit silberner Stulpe, beseitet rechts von einer roten Ähre und links von einem grünen Buchenzweig mit drei Blättern.
Gemeinde Wallerfing Geteilt von Grün und Silber, oben ein wachsender, rot bewehrter silberner Greif, unten schräg gekreuzt ein roter Doppelkreuzstab, belegt mit einer senkrechten schwarzen Streugabel.
Markt Winzer In Blau eine hängende goldene Traube über drei voneinander abgekehrten silbernen Halbmonden.[4]

## Ehemalige Gemeinden mit eigenem Wappen

Gemeinde Neßlbach Geteilt und oben gespalten; vorne gerautet von Weiß und Blau, hinten in Blau ein silberner Halbmond; unten in Rot ein schräglinker silberner Gegenzinnenbalken.

- Gemeinde
Neßlbach
Geteilt und oben gespalten; vorne gerautet von Weiß und Blau, hinten in Blau ein silberner Halbmond; unten in Rot ein schräglinker silberner Gegenzinnenbalken.[5]